# Александр, Джош
Джошуа Лемэй (англ. Joshua Lemay, род. 29 мая 1987, Болтон, Онтарио) — канадский рестлер, более известный под именем Джош Александр (англ. Josh Alexander). В настоящее время он выступает в Impact Wrestling, где он является двукратным и самым продолжительным чемпионом мира Impact. Он также является бывшим чемпионом икс-дивизиона Impact.
Он является двукратным и самым продолжительным (380 дней) командным чемпионом мира Impact с Итаном Пейджем в команде под названием «Север», а также однократным командным чемпионом мира PWG с Итаном Пейджем и однократным чемпионом AAW в тяжёлом весе.

## Личная жизнь
С 2016 года Лемэй женат на коллеге по рестлингу Джейд Чанг. Вместе у них двое детей. Помимо карьеры рестлера, Лемэй работал строителем-утеплителем до 1 сентября 2021 года.
В мае 2021 года Лемэй сообщил в Твиттере, что носит борцовский шлем после того, как в 2013 году у него развился серьёзный случай перелома уха («ухо-цветная капуста»), в результате чего ему временно ампутировали левое ухо для удаления рубцовой ткани; он носил шлем для защиты уха после того, как оно было пришито. Хотя сейчас Лемэй не нуждается в шлеме, он продолжает носить его, так как он подходит к его образу, что делает его и Рика Штайнера одними из немногих рестлеров с борцовским прошлым, которые носят шлем на регулярной основе.

## Титулы и достижения
- AAW Wrestling
  - Чемпион AAW в тяжёлом весе (2 раза)[3]
  - Турнир памяти Джима Линама (2019)[4]
- Absolute Intense Wrestling
  - Абсолютный чемпион AIW (1 раз)[5]
  - Пригласительный турнир JT Lightning (2016)[6]
- Alpha-1 Wrestling
  - Чемпион альфа-самцов A1 (4 раза)[7]
  - Чемпион нулевой гравитации A1 (1 раз)[8]
  - Командный чемпион A1 (2 раза) — с Тайсоном Дуксом, Гэвином Куинном (1) и Итаном Пейджем (1)[9]
  - Король Червей (2018)[10]
- Capital City Championship Combat
  - Чемпион C4 (1 раз)[11]
  - Командный чемпион C4 (1 раз) — с Рахимом Али[12]
- Collective League Of Adrenaline Strength And Honor
  - Чемпион CLASH (1 раз)[13][14]
- Cross Body Pro Wrestling Academy
  - Чемпион CBPW (2 раза)[15]
- Deathproof Fight Club
  - Чемпион DFC (1 раз)[16]
- Destiny World Wrestling
  - Чемпион DWW (1 раз)[17]
  - Временный чемпион DWW (1 раз)[18][19]
- Fringe Pro Wrestling
  - Командный чемпион FPW (1 раз) — с Итаном Пейджем[20]
- Great Canadian Wrestling
  - Командный чемпион GCW (1 раз) — с Тайлером Тирва[21]
- Impact Wrestling
  - Чемпион мира Impact (2 раза)[22]
  - Чемпион икс-дивизиона Impact (1 раз)[23]
  - Командный чемпион мира Impact (2 раза) — с Итаном Пейджем[24]
  - Девятый чемпион Тройной короны
  - Награды Impact по итогам года (7 раз)
    - Команда года (2019, 2020) — с Итаном Пейджем[25]
    - Рестлер года среди мужчин (2021, 2022)[26][27]
    - Мужской матч года (2021) — против TJP 3 июня на BTI[26]
    - Матч года (2022) — против Майка Бейли на Impact! 8 декабря[27]
    - Момент года (2022) победа над Лосём на Rebellion[27]
- Insane Wrestling League
  - Командный чемпион IWL (1 раз) — с Итаном Пейджем[28]
- International Wrestling Cartel
  - Чемпион супер-инди IWC (2 раза)[29]
  - Командный чемпион IWC (1 раз) — с Итаном Пейджем[30]
  - Супер Инди 15[31]
- New School Wrestling
  - Чемпион NSW в тяжёлом весе (2 раза)[32]
  - Чемпион NSW в первом тяжёлом весе (1 раз)[33]
  - Командный чемпион NSW (1 раз) — со Стивом Брауном[34]
- No Limits Wrestling
  - Чемпион силового стиля NLW (1 раз)[35]
  - Турнир силового стиля «Стальной город» (2018)[36]
- Pro Wrestling Guerrilla
  - Командный чемпион мира PWG (1 раз) — с Итаном Пейджем[37]
- Pro Wrestling Illustrated
  - № 9 в топ 500 рестлеров в рейтинге PWI 500 в 2023[38][39]
- Pro Wrestling Ontario
  - Чемпион трио PWO (1 раз) — со Скотти О’Ши и Стивом Брауном[40]
- Pure Wrestling Association
  - Элитный чемпион PWA (1 раз)[41]
  - Чемпион PWA по чистому насилию (1 раз)[42]
  - Командный чемпион Ниагары PWA (1 раз) — с Ризом Раннелсом[43]
- Sports Illustrated
  - № 9 в топ-10 рестлеров в 2021[44]
- Squared Circle Wrestling
  - Премьер-чемпион SCW (2 раза)[45]
- Steel City Pro Wrestling
  - Командный чемпион SCPW (1 раз) — с Итаном Пейджем[46]
- The Wrestling Revolver
  - Командный чемпион PWR (1 раз) — с Итаном Пейджем[47]
- Union Of Independent Professional Wrestlers
  - Чемпион UNION в тяжёлом весе (1 раз)[48]